# SeaQuest DSV
SeaQuest DSV ist eine US-amerikanische Science-Fiction-Serie, die von Steven Spielberg produziert wurde. In den Jahren 1993 bis 1996 entstanden drei Staffeln mit 59 Episoden. Zu Beginn der dritten Staffel wurde die Serie in seaQuest 2032 umbenannt. Die einzelnen Staffeln der Serie sind hinsichtlich ihres Inhaltes unterschiedlich. Der Pilotfilm trägt den Titel SeaQuest DSV: Sein oder Nichtsein.
Die Handlung spielt zum Zeitpunkt der Veröffentlichung der Serie im Jahr 1993 25 Jahre in der Zukunft (ab dem Jahr 2018) auf dem High-Tech-U-Boot seaQuest DSV, das seine Missionen in allen Weltmeeren meist im Dienst der Forschung und Friedenserhaltung erfüllt.

## Handlung

### Überblick
Die Menschheit im Jahr 2018 hat die letzte unerforschte Region des Planeten bevölkert, den Ozean, wo sie in unterseeischen Kolonien Rohstoffe abbaut. Mit der SeaQuest DSV (DSV steht für Deep Submergence Vehicle, englisch für „Tieftauchfahrzeug“), einem riesigen U-Boot der „United Earth/Oceans Organisation“ (kurz UEO, als Serien-Pendant zur UNO), begibt sich der von der Regierung reaktivierte Captain Nathan Bridger (in der 3. Staffel: Captain Oliver Hudson), der das U-Boot auch konstruiert hat, mit seiner Mannschaft auf große Fahrt.

### Erste Staffel
Die Folgen, 1993 beginnend mit Sein oder Nichtsein (To be or not to be), sind durch Abenteuerlust und Neugier der Mannschaft geprägt. Themen, die bereits am Anfang der 1990er-Jahre von Bedeutung waren und deren zukünftige Entwicklung damals absehbar waren, werden in der Serie aufgegriffen. Diverse Konflikte auf der Welt, die Bedrohung durch Cyber-Kriminelle im Internet, Terroristen oder die Verschmutzung der Umwelt sind Beispiele für die Herausforderungen, mit denen sich die Besatzung der SeaQuest auseinandersetzen muss. Insbesondere die Veränderungen der Unterwasserwelt, die durch den Menschen ausgelöst wurden, werden thematisiert. Die erste Aufgabe von Captain Bridger ist, Captain Marily Stark, seine Vorgängerin, die mit dem U-Boot Delta 4 unterseeische Kolonien angreift, zu bekämpfen.

### Zweite Staffel
Da die Einschaltquoten der ersten Staffel nicht zufriedenstellend waren, setzte der Sender für die zweite Staffel mehrere grundlegende Änderungen durch. Man wollte die Serie zum einen actionlastiger gestalten und die Besetzung verjüngen, um jüngere Zuschauer ansprechen zu können. Daher wurden die etwas älteren Darsteller Royce D. Applegate und John d’Aquino entlassen. Außerdem entschieden sich Stephanie Beacham und Stacy Haiduk zu einem freiwilligen Ausstieg. Dafür stießen die wesentlich jüngeren Kathy Evison, Edward Kerr, Rosalind Allen sowie Michael und Peter deLuise dazu.
Ziel war es, die Abenteuer der „seaQuest“ in der zweiten Staffel noch fantastischer werden zu lassen und sich stärker vom bisherigen Gegenwartsbezug zu lösen. Folglich wurden Außerirdische, Urweltungeheuer, Dämonen, Atlantis und sogar altgriechische Götter in die Handlung eingeführt.

### Dritte Staffel
Zur dritten Staffel wurde wegen schlechter Einschaltquoten abermals das Serienkonzept drastisch verändert. Diese Staffel gibt sich deutlich düsterer und zynischer als bisher; wurden die Action-Anteile nochmals erhöht. In seaQuest 2032 schickte man das Boot zehn Jahre in die Zukunft, um eine neue Ausgangssituation zu schaffen: Die UEO ist zerbrochen; die Erde in mehrere Machtblöcke aufgeteilt. Aufgabe der Besatzung ist es nun, die Interessen der verbliebenen UEO, insbesondere gegen die des aufstrebenden diktatorischen Staates Makronesien zu schützen. Dieser Handlungsstrang zieht sich durch die gesamte Staffel.
In der dritten Staffel stieg Roy Scheider, der sich zuvor bereits mehrfach negativ über den Werdegang der Serie geäußert hatte, aus der Produktion aus und war nur noch in einigen Gastauftritten zu sehen. An seine Stelle trat Michael Ironside als Captain Oliver Hudson. Die Stammbesetzung wurde ebenfalls reduziert. Rosalind Allen und Marco Sanchez wurden gekündigt, dafür stieg Elise Neal bei seaQuest 2032 ein. Edward Kerr beendete aus eigenem Wunsch nach einigen Episoden ebenfalls sein Engagement in der Serie. Nach Abschluss der 13. Episode dieser Staffel wurde die Produktion der Serie überraschend eingestellt.

## Das Sea-Quest-Serienuniversum
Ähnlich wie Star Trek spielt die Serie in einem eigenen Serien-Universum, das sich hinsichtlich bestimmter Ereignisse von der realen Welt unterscheidet. Dies basiert einerseits auf der Tatsache, dass manche Vorhersagen der Serie nicht eingetreten sind. Zum Beispiel sind die Rolling-Stones heute noch aktiv und nicht, wie in der Serie prognostiziert, im Jahr 2012 aus dem Musikgeschäft ausgestiegen. Auch die Landung der Menschheit auf dem Mars wurde für diese Zeit prognostiziert. Dieses Ziel wurde bisher nicht erreicht. Anders als in der realen Welt haben sich im Jahr 2018 die Staaten der Welt zu Konföderationen zusammengeschlossen. Anscheinend gibt es für jeden Kontinent eine eigene Konföderation. Folglich gibt es eine nordamerikanische Konföderation, eine europäische Konföderation oder eine afrikanische. Wie diese Konföderationen organisiert sind und wie intensiv die Zusammenarbeit der Mitgliedsstaaten ist, das ist nicht bekannt. Anscheinend gibt es ein Oberhaupt in Form eines Präsidenten, der einer Konföderation vorsteht. Die UEO ist ein Projekt aller Konföderationen mit dem Ziel, den Frieden auf den Weltmeeren sicherzustellen. Im Jahr 2032 sind diese Konföderationen jedoch zerfallen. Die UEO hat nur in bestimmten Gebieten Einfluss. Sie ist nun eine von mehreren Weltmächten, die immer wieder von anderen Blöcken, wie z. B. Makronesien herausgefordert wird, was zu Konflikten und Auseinandersetzungen führt. In der letzten Episode der Serie werden die Chaodai, ein unabhängiges asiatisches Volk, das über eine sehr effektive Militärtechnologie verfügt, eingeführt. Sie scheinen sowohl der UEO als auch der Makronesischen Allianz gegenüber aggressiv zu sein. Außerdem wurde in der 2. Staffel der Serie eine von Menschen künstlich geschaffene Spezies, die Daggers (G.E.L.F.S) eingeführt. Sie unterscheiden sich von Menschen vor allem durch ihre Hautfarben. Sie haben rote, gelbe oder schwarze Flecken. Ursprünglich wurden sie als Soldaten für zukünftige Konflikte der Menschheit gezüchtet, um den Einsatz von Menschen in diesen Konflikten zu vermeiden. Nachdem man jedoch von diesem Einsatzzweck der Daggers abgekommen ist, hat man sie interniert und hält sie als Sklaven in Strafkolonien. Diese Behandlung sowie die Tatsache, dass sich die Daggers, entgegen allen Prognosen, fortpflanzen können und daher in Augen vieler Menschen ausgemerzt werden müssen, weil sie, aufgrund ihrer körperlichen Überlegenheit gegenüber Menschen, eine Bedrohung für die Menschheit werden könnten, führt zu einem Aufstand der Daggers.

## Hintergründe
- Die von Steven Spielberg als Co-Executive Producer (2. Herstellungsleiter) produzierte Serie forderte mit dem Selbstverständnis „Star Trek unter Wasser, nur toller“ von Anfang an den Vergleich mit jenem Urgestein der TV-Science-Fiction heraus. Dass seaQuest dieser Wunschvorstellung kaum gerecht wurde, zeigen die dauernden Umstrukturierungen im Konzept der Serie und letztendlich die Absetzung nach 59 Folgen.
- Die Musik für die Auftaktfolge der zweiten Staffel und die Titelmusik wurden jeweils mit einem Emmy ausgezeichnet. seaQuest DSV erhielt insgesamt vier weitere Nominierungen.
- Am Ende jeder Episode der ersten zwei Staffeln wird parallel zum Abspann Wissen über die Ozeane vermittelt; in der ersten Staffel noch durch den Meeresforscher und Entdecker der Titanic, Robert Ballard, in der zweiten durch einen der Schauspieler.
- Mit Beginn der zweiten Staffel wechselte die Produktion von Los Angeles an die Ostküste nach Florida, was den Ausstieg einiger Darsteller bedingte.
- Die visuellen Effekte wurden von „Amblin Imaging“ entwickelt und waren für die damaligen Verhältnisse bahnbrechend.
- Die Computeranzeigen (Benutzeroberflächen, Diagnoseanzeigen usw.) der seaQuest DSV wurden auf einem Commodore Amiga erstellt.

## Synchronisation
Die Synchronisation der Serie wurde bei der Neue Tonfilm München unter der Dialogregie von Gert Günther Hoffmann nach Dialogbüchern von Hoffmann, Klaus Kindler und Pierre Peters-Arnolds erstellt.
| Rolle                         | Schauspieler       | Synchronsprecher         |
| ----------------------------- | ------------------ | ------------------------ |
| Captain Nathan Bridger        | Roy Scheider       | Gert Günther Hoffmann    |
| Captain Oliver Hudson         | Michael Ironside   | Reinhard Glemnitz        |
| Commander Jonathan Ford       | Don Franklin       | Udo Wachtveitl           |
| Lukas Wolenczak               | Jonathan Brandis   | Hubertus von Lerchenfeld |
| Lieutenant Timothy O’Neill    | Ted Raimi          | Ulrich Frank             |
| Lt. Cmdr. Katherine Hitchcock | Stacy Haiduk       | Gundula Liebisch         |
| Chief Manilow Crocker         | Royce D. Applegate | Hartmut Neugebauer       |
| Dr. Kristin Westphalen        | Stephanie Beacham  | Renate Danz              |
| Lieutenant Benjamin Krieg     | John D’Aquino      | Christian Tramitz        |
| Chief Miguel Ortiz            | Marco Sanchez      | Axel Malzacher           |
| Dr. Wendy Smith               | Rosalind Allen     |                          |
| Lieutenant James Brody        | Edward Kerr        | Crock Krumbiegel         |
| Tony Piccolo                  | Michael DeLuise    |                          |
| Dagwood                       | Peter DeLuise      |                          |
| Navigatorin Lonnie Henderson  | Kathy Evison       |                          |
| Lieutenant J.J. Fredricks     | Elise Neal         |                          |

## Gaststars
- 1994: Robert Foxworth (Staffel 2, Folge 3)
- 1996: Mark Hamill (Staffel 2, Folgen 14 und 20)
- 1994: William Shatner (Staffel 1, Folge 18)